# Hyperaspis jovialis
Hyperaspis jovialis är en skalbaggsart som beskrevs av Henry Clinton Fall 1925. Hyperaspis jovialis ingår i släktet Hyperaspis och familjen nyckelpigor. Inga underarter finns listade i Catalogue of Life.